# 大郑镇
大郑镇，是中华人民共和国辽宁省大連市庄河市下辖的一个乡镇级行政单位。

## 行政区划
大郑镇下辖以下地区：
大郑村、钟屯村、银窝村、潘店村、东岭村、姜窑村、翁店村、戈炉村、南甸村、李屯村、宏发村、大林村、宋派村、半拉山村、高阳村、平房村、新兴村、大郭屯村和东房身村。